# Сера Педаче
Сѐра Педа̀че (на италиански: Serra Pedace, на местен диалект a Sèrra, а Сера) е село в Южна Италия, община Казали дел Манко, провинция Козенца, регион Калабрия. Разположено е на 726 m надморска височина.